# Người Nhật tại Hàn Quốc
Người Nhật tại Hàn Quốc là người Nhật Bản cư trú hoặc sinh sống tại Hàn Quốc. Họ thường được phân thành hai loại: những người giữ quốc tịch Nhật Bản và hiện diện ở Hàn Quốc (재한일본인, "Jaehan Ilbonin"), và những người đã thay đổi quốc tịch thành Hàn Quốc (일본계 한국인, "Ibongae Hangukin").

## Tóm tắt
Trong thời gian Toàn quyền Triều Tiên quản lý trên Bán đảo Triều Tiên, một số lượng lớn người nhập cư Nhật Bản đã đến đây. Sau Chiến tranh thế giới thứ hai, người nhập cư từ Nhật Bản đã quay trở về Nhật Bản. Chỉ một số ít. So với người Hàn Quốc, họ chiếm một số lượng rất nhỏ.
Theo thống kê của Bộ Ngoại giao Nhật Bản tính đến tháng 10 năm 2007, có 23.267 người Nhật có hộ khẩu thường trú tại Hàn Quốc. Hầu hết các lý do họ ở lại là du học và kết hôn.

## Lịch sử
Lịch sử của người Hàn Quốc thường được chia thành hai khoảng thời gian khác nhau.

## Phối ngẫu
Trước chiến tranh, nhiều phụ nữ Nhật Bản kết hôn với đàn ông Bắc Triều Tiên, nhưng do tình cảm chống Nhật sau khi Hàn Quốc độc lập, có nhiều bất tiện trong cuộc sống. Để tránh sự phân biệt đối xử, họ thường không nói tiếng Nhật trước công chúng. Ngoài ra, do điều kiện nhập tịch nghiêm ngặt của những người vợ ngoại quốc do đàn ông Hàn Quốc kết hôn, những người vợ Nhật Bản không đăng ký có nhiều lợi ích xã hội không thể được hưởng và buộc phải sống trong đau khổ.

## Những người nổi tiếng

### Giáo sư
- Hosaka Yuji

### Giải trí
- Eva Popiel
- Ryohei Otani
- Sayuri Fujita

### Ca sĩ
- Takuya Terada, cựu thành viên của Cross Gene
- Kangnam, cựu thành viên của M.I.B
- Hirai Momo, Myoui Mina và Minatozaki Sana, thành viên của Twice
- Nakamoto Yuta, thành viên của NCT và nhóm nhỏ NCT 127
- Adachi Uto, được biết đến với nghệ danh Yuto, thành viên của Pentagon
- Miyawaki Sakura và Nako Yabuki, thành viên của nhóm nhạc Iz * One và nhóm nhạc nữ Nhật Bản HKT48
- Hitomi Honda, thành viên của nhóm IZ*ONE và nhóm nhạc nữ Nhật Bản AKB48, đội 8
- Kwon Ri-se, cựu thành viên của Ladies' Code
- Kato Kokoro (Kokoro), Katsuno Rise (Remi), Hirokawa Mao (tháng 5), các thành viên của Cherry Bullet
- Kenta Takada, thành viên của JBJ 95 và cựu thành viên của JBJ
- Yua Mikami, Moko Sakura và Matsuda Miko, thành viên của Honey Popcorn

• Shotaro Osaki, thành viên NCT và nhóm nhỏ NCT U

### Người Hàn Quốc gốc Nhật
- Kiggen
- Keisuke Kunimoto
- Lee Eun-ju
- Ôi
- Woo Jang-choon
- Thái tử Lý Phương Tử
- Hoàng tử Lý Cư

## Giáo dục
- Trường Nhật Bản Busan (釜山日本人学校)
- Trường Nhật Bản Seoul